# Thomas Strobl
Thomas Strobl (ur. 17 marca 1960 w Heilbronn) – niemiecki polityk i prawnik, działacz Unii Chrześcijańsko-Demokratycznej (CDU) i jej wiceprzewodniczący, deputowany do Bundestagu, wicepremier w rządzie Badenii-Wirtembergii.

## Życiorys
W 1979 zdał egzamin maturalny w Robert-Mayer-Gymnasium w swojej rodzinnej miejscowości, po czym do 1985 studiował prawo na Uniwersytecie w Heidelbergu. Był pracownikiem naukowym na macierzystej uczelni, a w latach 1992–1996 doradcą w landtagu. Zdał państwowe egzaminy prawnicze I oraz II stopnia, po czym w 1996 podjął praktykę w zawodzie adwokata jako partner w kancelarii prawniczej.
W 1976 wstąpił do chadeckiej młodzieżówki Junge Union, a w 1977 został członkiem Unii Chrześcijańsko-Demokratycznej. Od 1989 wybierany na radnego w Heilbronn, w 1995 objął funkcję przewodniczącego CDU w powiecie Heilbronn. W 1998 po raz pierwszy uzyskał mandat posła do Bundestagu. Z powodzeniem ubiegał się o reelekcję w wyborach w 2002, 2005, 2009 i 2013.
Awansował w międzyczasie w partyjnej strukturze. W 2005 powołany na sekretarza generalnego CDU w Badenii-Wirtembergii, a w 2011 stanął na czele partii w tym kraju związkowym. W 2012 został wybrany na jednego w wiceprzewodniczących federalnych struktur CDU, a w 2014 na wiceprzewodniczącego frakcji CDU/CSU.
W 2014 ubiegał się o nominację na kandydata CDU w wyborach regionalnych w 2016, jednak przegrał partyjne prawybory z Guidem Wolfem. CDU w wyborach w landtagu w 2016 zajęła drugie miejsce, weszła następnie do koalicji rządowej z Zielonymi. Thomas Strobl złożył mandat posła do Bundestagu, obejmując w rządzie Winfrieda Kretschmanna urząd wicepremiera oraz ministra spraw wewnętrznych, cyfryzacji i imigracji. Po wyborach krajowych w 2021 chadecy odnowili koalicję z Zielonymi. Thomas Strobla, zgodnie z zawartymi uzgodnieniami, pozostał na funkcjach wicepremiera i ministra spraw wewnętrznych w nowym gabinecie Winfrieda Kretschmanna.